# Heterospilus divisus
Heterospilus divisus är en stekelart som först beskrevs av Thomas Vernon Wollaston 1858.  Heterospilus divisus ingår i släktet Heterospilus och familjen bracksteklar. Inga underarter finns listade i Catalogue of Life.